# Feldbahnmuseum Herrenleite
Das Feldbahnmuseum Herrenleite ist eine Sammlung von schmalspurigen Fahrzeugen von Feld-, Wald- Industrie- und Grubenbahnen in Stadt Wehlen in Sachsen. Das Museum befindet sich im Areal eines ehemaligen Steinbruches in der Herrenleite in der Sächsischen Schweiz, dass vor 1990 als Produktionsstandort des Mineralölwerkes Herrenleite und später als Depot der Nationalen Volksarmee (NVA) nachgenutzt wurde.
Das vom Verein Historische Feldbahn Dresden e. V. geführte Museum ist regelmäßig nur samstags und zu Sonderveranstaltungen für Besucher geöffnet.

## Geschichte
Das heutige Feldbahnmuseum Herrenleite geht auf die Arbeitsgemeinschaft „Freunde des Verkehrsmuseums“ zurück, die 1977 als erstes Exponat eine elektrische Fahrdrahtlokomotive in der Ziegelei Obergorbitz vor der Verschrottung bewahrte. Sie konnte auf einem Gelände der Stadtreinigung Dresden in Dresden-Klotzsche geschützt untergestellt werden. Schnell kamen weitere Fahrzeuge hinzu, darunter 1982 die erste Dampflokomotive. Auf dem Gelände der Stadtreinigung entstand später ein Rundkurs in den Spurweiten 500 und 600 Millimeter. Im September 1983 wurden die gesammelten Fahrzeuge im Rahmen einer Ausstellung das erste Mal der Öffentlichkeit präsentiert. In den Folgejahren gab es regelmäßig Ausstellungen, bei denen ab 1986 auch die Dampflokomotive in Betrieb war.

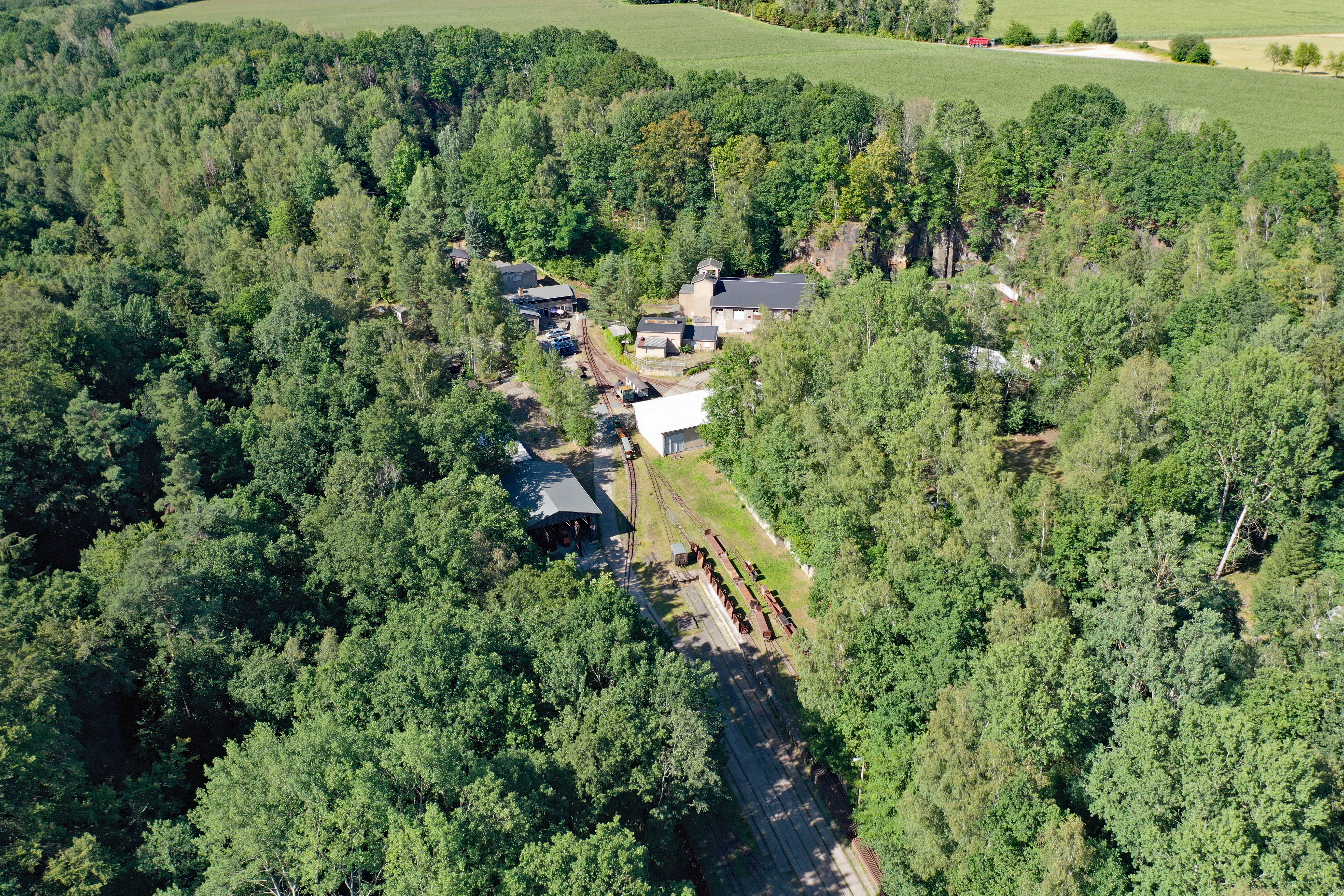
Luftbild des Geländes in der Herrenleite (2020)

Eine Zäsur waren die Auswirkungen der politischen Wende in der DDR in den Jahren 1989/1990. Im Frühjahr 1990 waren 34 Lokomotiven und etwa fünfzig Loren im Bestand. Nach der Währungs-, Wirtschafts- und Sozialunion im Sommer 1990 stellten viele der auf dem DDR-Gebiet liegenden etwa 300 Betriebe mit Feldbahnen ihre Produktion ein oder sie stellten auf modernere, innerbetriebliche Transportmittel um. In dieser Zeit konnten viele Fahrzeuge und auch ganze Feldbahnanlagen samt Gleisen übernommen werden. Im Jahr 1991 wurde mit der Gründung des Vereines Historische Feldbahn Dresden e.V. die bisher eher lose organisierte ehrenamtliche Arbeit an den Fahrzeugen in eine rechtlich abgesicherte Zukunft überführt.
Für die nun wesentlich erweiterte Fahrzeugsammlung war das bisher genutzte Gelände in Dresden-Klotzsche nun zu klein. Ab 1991 suchte der Verein intensiv nach einem neuen Standort. Im Jahr 1998 konnte der Verein schließlich ein sechs Hektar großes Grundstück in der Herrenleite bei Lohmen pachten, dass vorher von NVA und Bundeswehr als Lager genutzt worden war. Als weitere mögliche Standorte wurden zu dieser Zeit auch das Gelände des Marienschachtes in Bannewitz und das Areal des Quarzitwerkes Glossen favorisiert. In Glossen wurde später von einem anderen Verein die konzeptionell ähnliche Feldbahnschauanlage Glossen aufgebaut.
Nachdem 1998 der Pachtvertrag für das Gelände in Dresden-Klotzsche von der Stadt Dresden gekündigt worden war, überführte der Verein nach und nach sämtliches Eigentum an den neuen Standort. Im Frühjahr 2001 war der Umzug abgeschlossen. Insgesamt 1000 Tonnen Material wie Fahrzeuge, Gleise, Ersatzteile und Werkstattausrüstungen lagerten nun in der Herrenleite. Die dort vorhandenen Gebäude mussten nach einigen Vandalismusschäden an die geplante museale Nutzung angepasst werden. Eine vorhandene moderne Halle zur Abstellung von LKW wurde als zentrale Museumshalle adaptiert. Für den musealen Fahrbetrieb wurde eine etwa 300 Meter lange Strecke im Gelände neu gebaut, dazu kamen Abstellgleise und Werkstätten. Eine vom Granitwerk Demitz-Thumitz übernommene Fahrzeughalle wurde im Gelände neu aufgebaut.

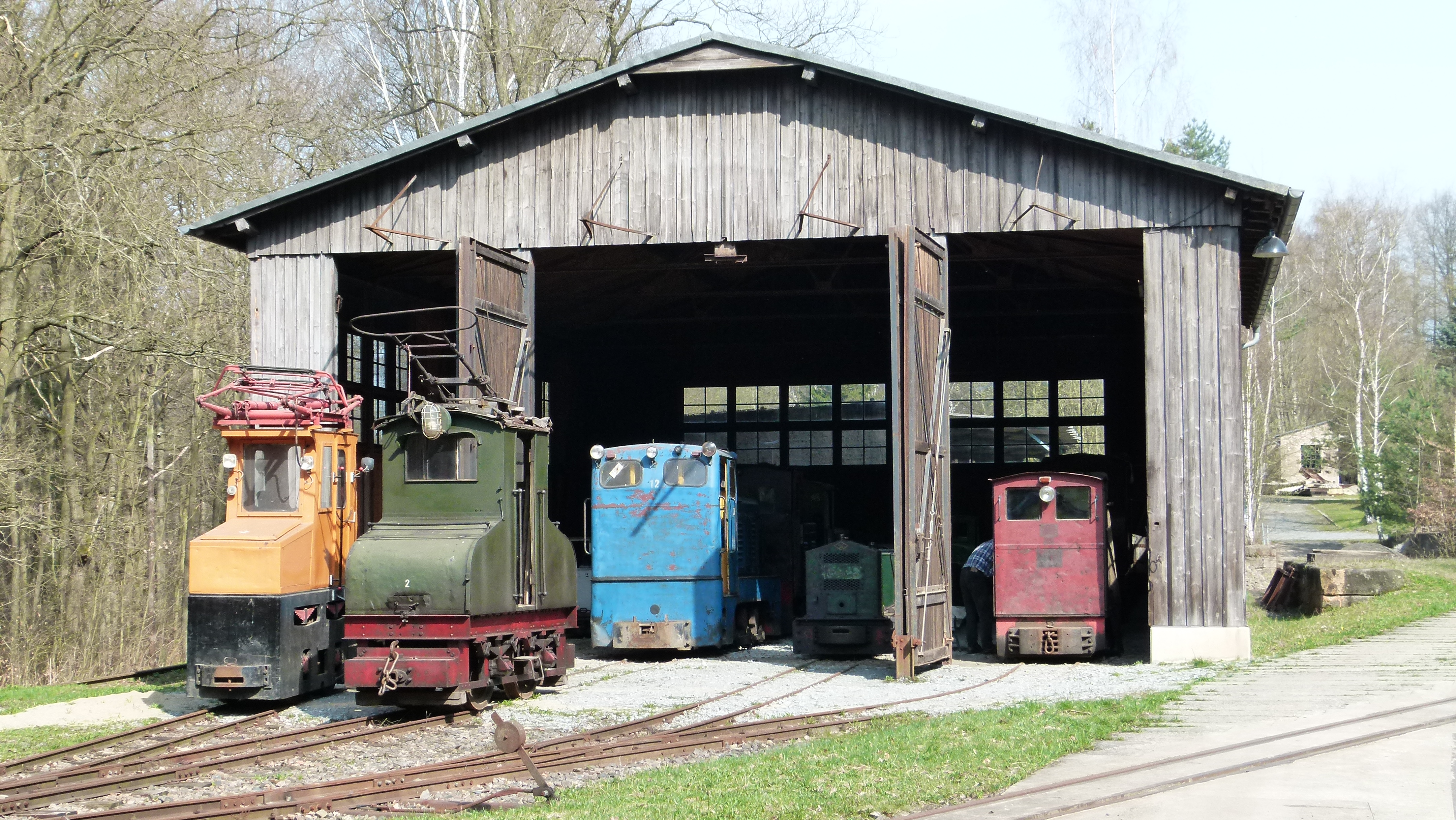
Fahrzeughalle vom Granitwerk Demitz-Thumitz (2013)

Im Jahr 2006 konnte der Verein das bisher gepachtete Areal für einen symbolischen Kaufpreis von einem Euro als Eigentum vom Bundesvermögensamt erwerben. Seitdem sind auch einige benachbarte Grundstücke und die Bahnstrecke Pirna–Herrenleite zwischen Streckenkilometer 2,1 und 4,53 Eigentum des Vereines.
Die einst nur dem Güterverkehr dienende, 1996 stillgelegte normalspurige Strecke Pirna–Herrenleite wird seitdem in die museale Nutzung integriert. Langfristige Planungen sehen einen Umbau auf Feldbahngleise vor. Im Bereich der Anschlussgleisanlage am Streckenendpunkt können Besucher zu bestimmten Terminen eine normalspurige Kleinlokomotive des Typs LKM N4 im Betrieb erleben, die vom Arzneimittelwerk Dresden übernommen werden konnte. Die Strecke selbst wird museal von einer Draisine österreichischer Herkunft befahren.
Das Museum ist (Stand 2024) von April bis Oktober sonnabends geöffnet. Zu besonderen Anlässen bietet es Feldbahnfahr- und Bahnerlebnistage, zu den regulären Öffnungszeiten können alle Fahrzeuge und die Örtlichkeiten besichtigt werden. Zu besonderen Anlässen wie Volksfesten oder dem Dresdner Dampfloktreffen werden transportable Feldbahnanlagen zur Präsentation temporär aufgebaut.

## Publikationen
Der Verein Historische Feldbahn Dresden e. V. ist Herausgeber des Werkbahnreports und weiterer Schriften.

## Exponate

### Lokomotiven

#### Dampflokomotiven
Das Feldbahnmuseum Herrenleite besitzt zwei Lokomotiven des Typs Krauss Typ XXVIIdc mit den Fabriknummern 7789 und 7790, die bis 1976 im Schotterwerk Bernbruch in der Oberlausitz im Einsatz waren. Das Schotterwerk Bernbruch war seinerzeit der letzte Betrieb in der DDR, der auf seiner Werkbahn noch Dampflokomotiven auf 600-mm-Spur einsetzte. Die Maschine mit der Fabriknummer 7789 konnte nach einiger Abstellzeit im Jahr 1982 im letzten Betriebszustand übernommen werden. Zwischen 1986 und 1993 war sie betriebsfähig. Die zweite Lokomotive mit der Fabriknummer 7790 konnte erst 2019 übernommen werden, nachdem sie 1976 zunächst an einen privaten Eigentümer (Werners Gartenbahn/Löbau) veräußert worden war.
Darüber hinaus existieren zwei Lokomotiven von Henschel. Sie gehören jeweils zum Typ Riesa und zum Typ Helfmann. Letztere hat eine Spurweite von 750 mm.
Alle Lokomotiven sind wegen abgelaufener Kesselfristen nicht mehr betriebsfähig.

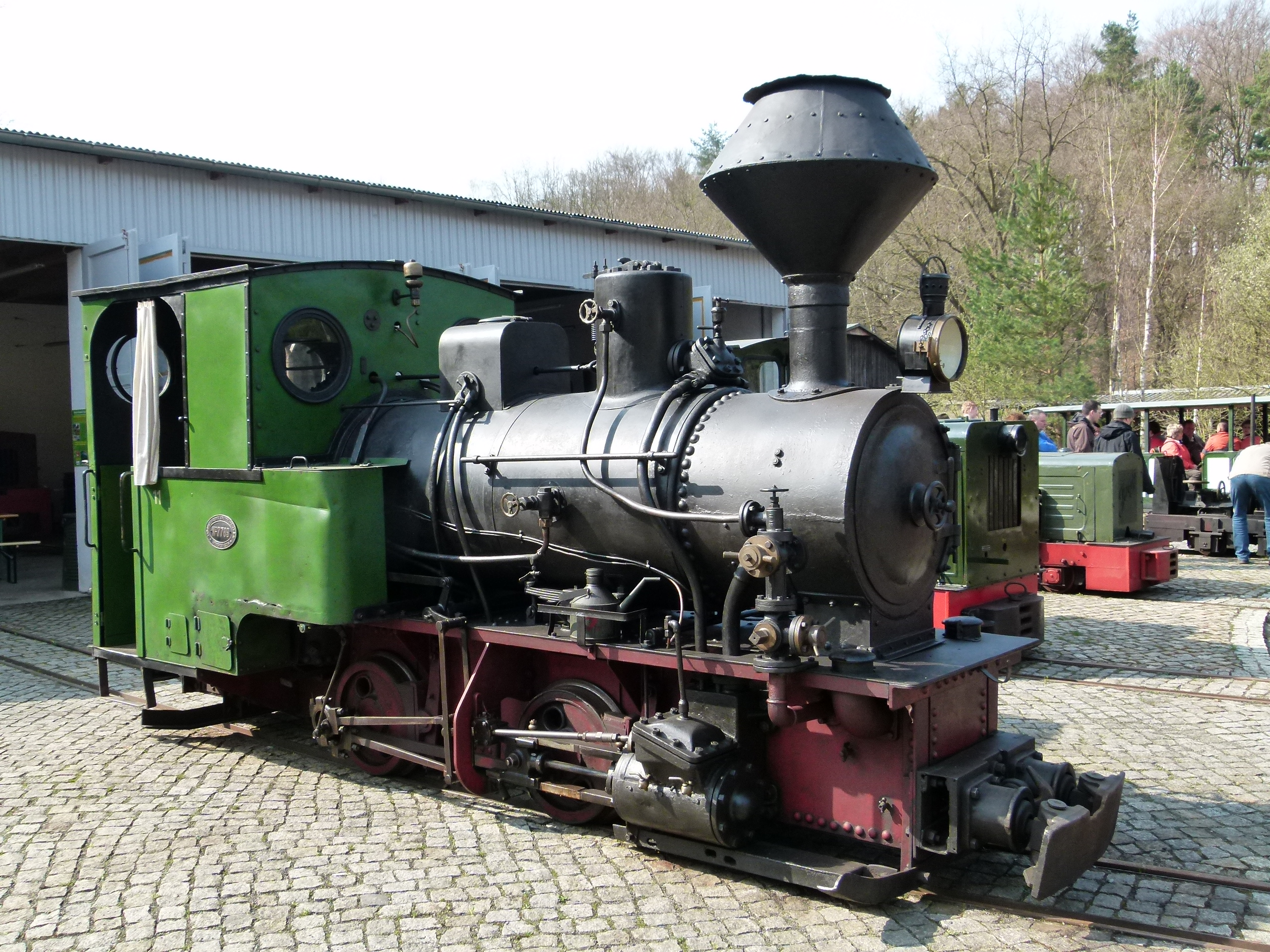
Krauss Typ XXVIIdc
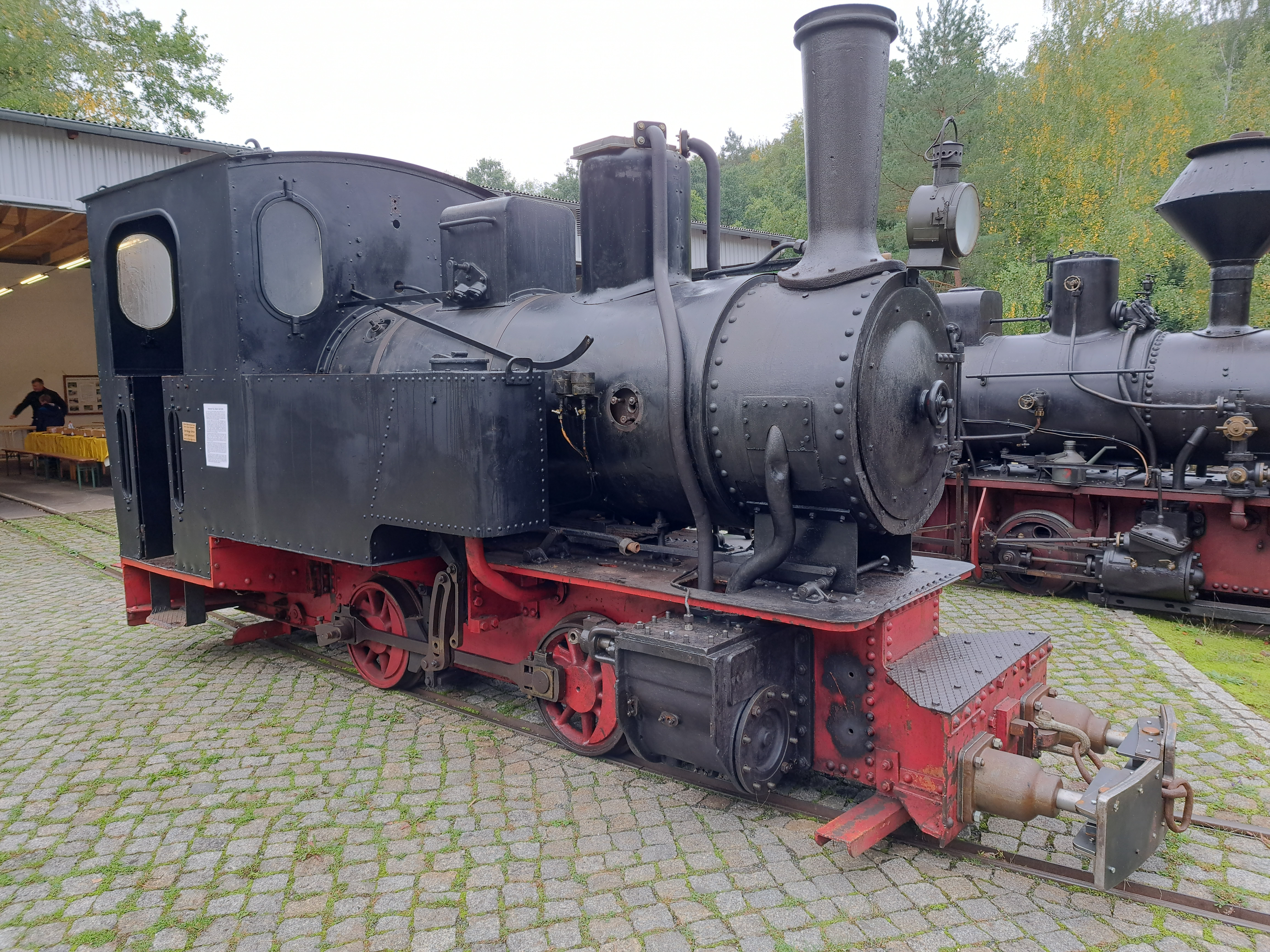
Henschel Typ Riesa

#### Motorlokomotiven
Im Jahr 2024 gehören zum Bestand des Museums fast 100 Lokomotiven mit Verbrennungsmotor. Zwei Lokomotiven der Sammlung besitzen einen Ottomotor, alle anderen werden von Dieselmotoren angetrieben. Die älteste Lokomotive mit Ottomotor ist die H1 von Orenstein & Koppel (O&K), die zugleich die älteste Lokomotive im Museum ist. Viele Exponate stammen vom Lokomotivbau Karl Marx Babelsberg (LKM) mit den Typen Ns 1, Ns 2, Ns 3 und V 10 C.

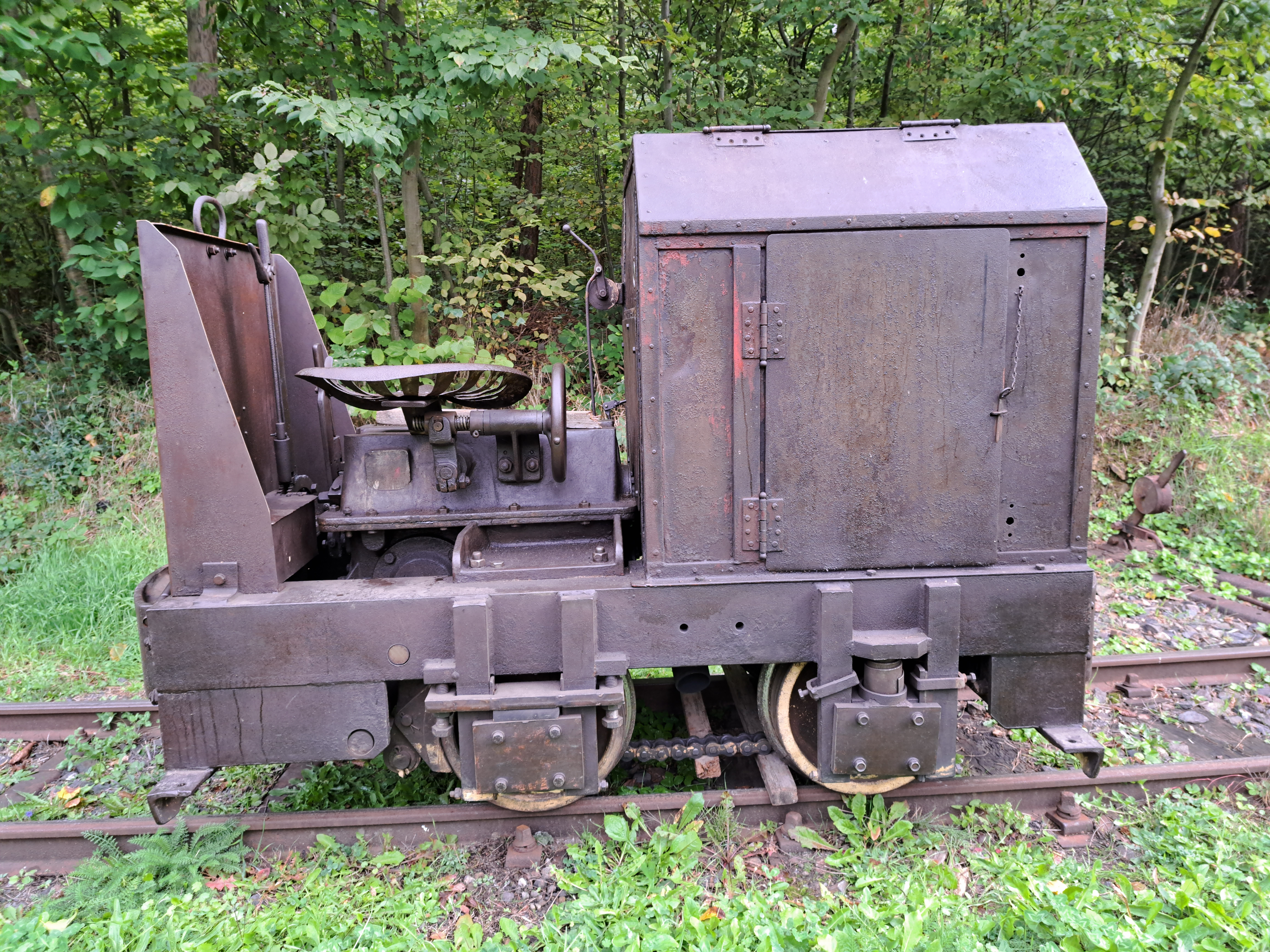
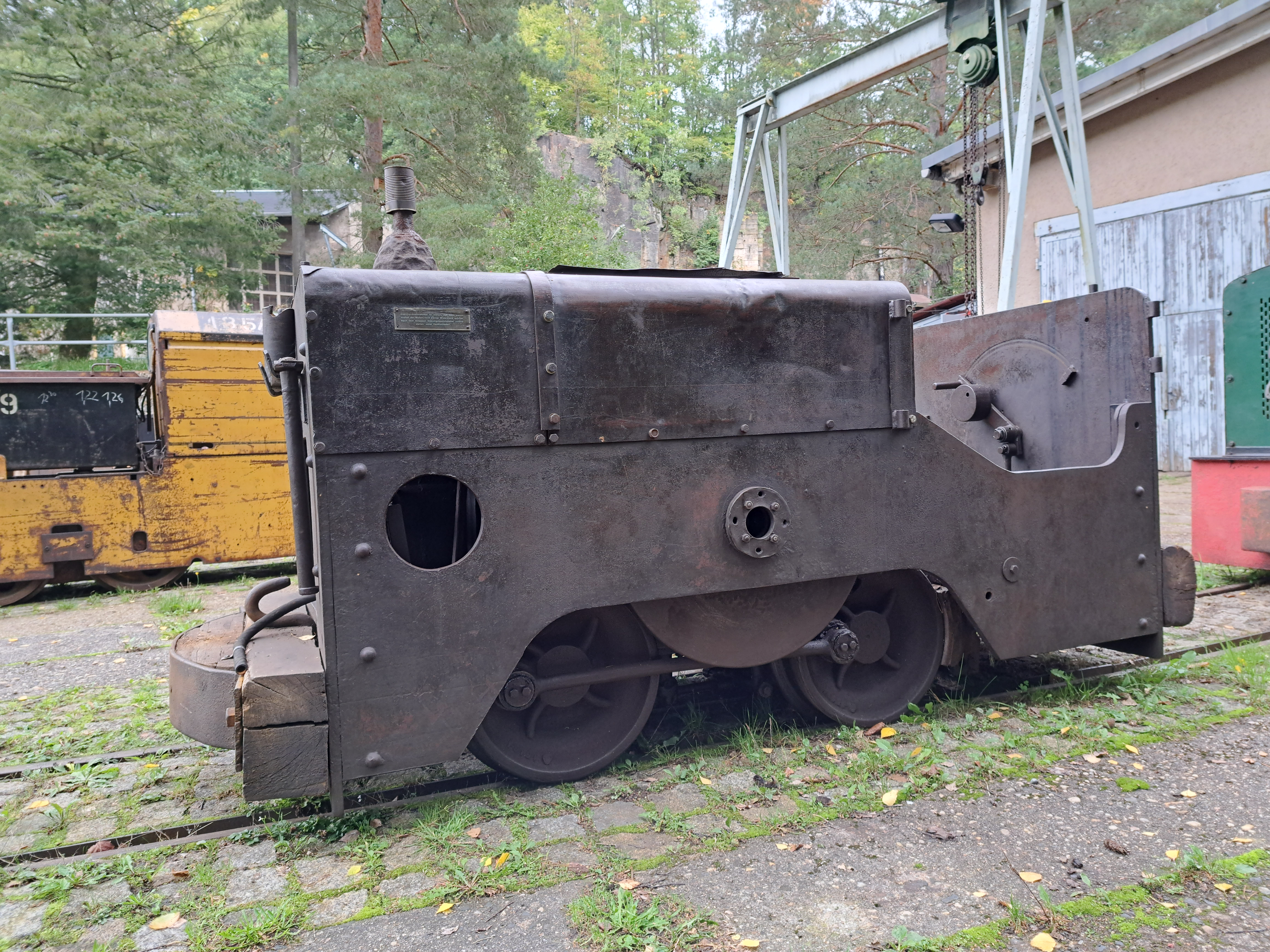
Demag ML 15, Ziegelei Nordhausen
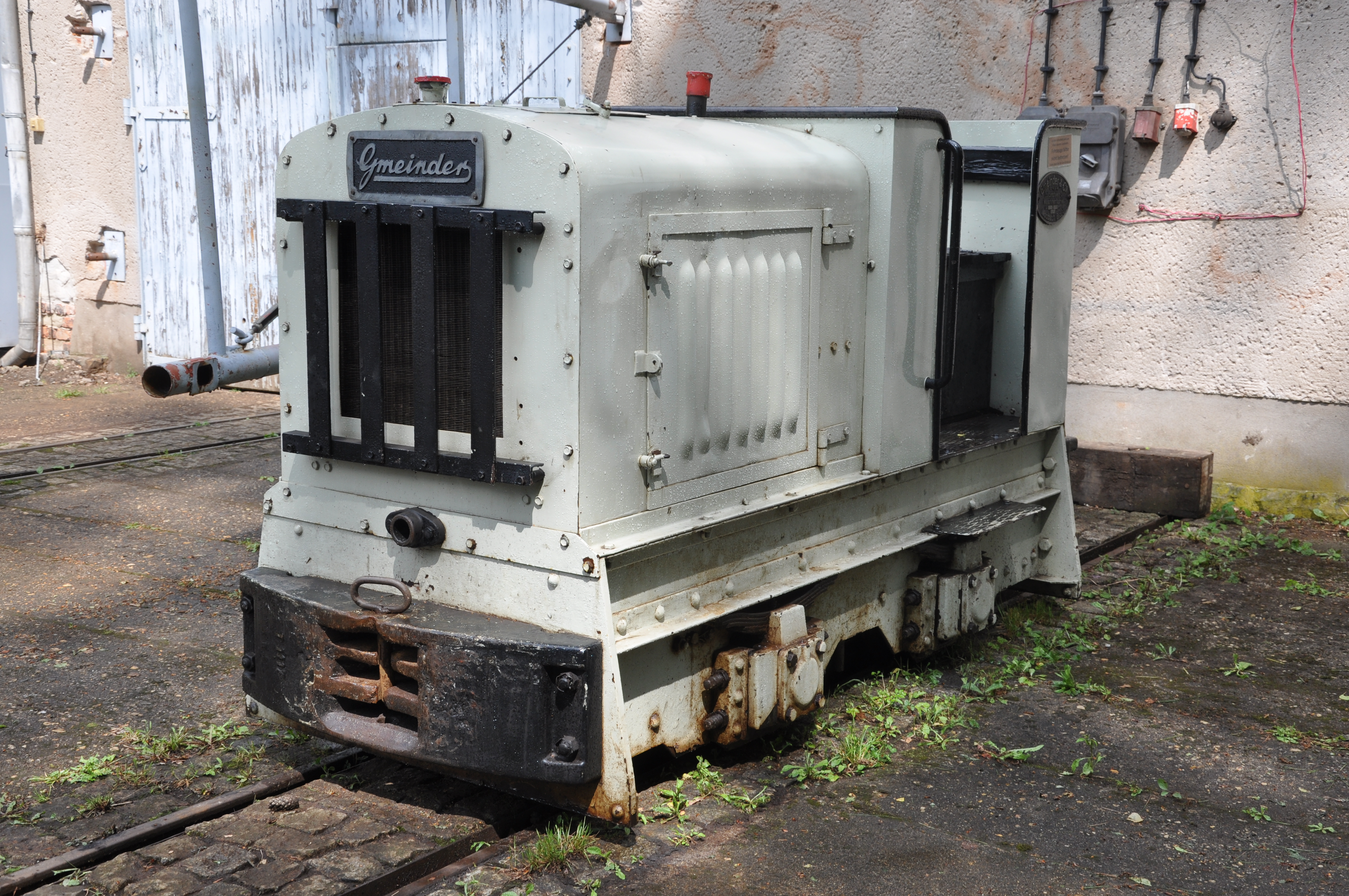
Gmeinder 10/12 PS von der Sandgrube Grüngräbchen
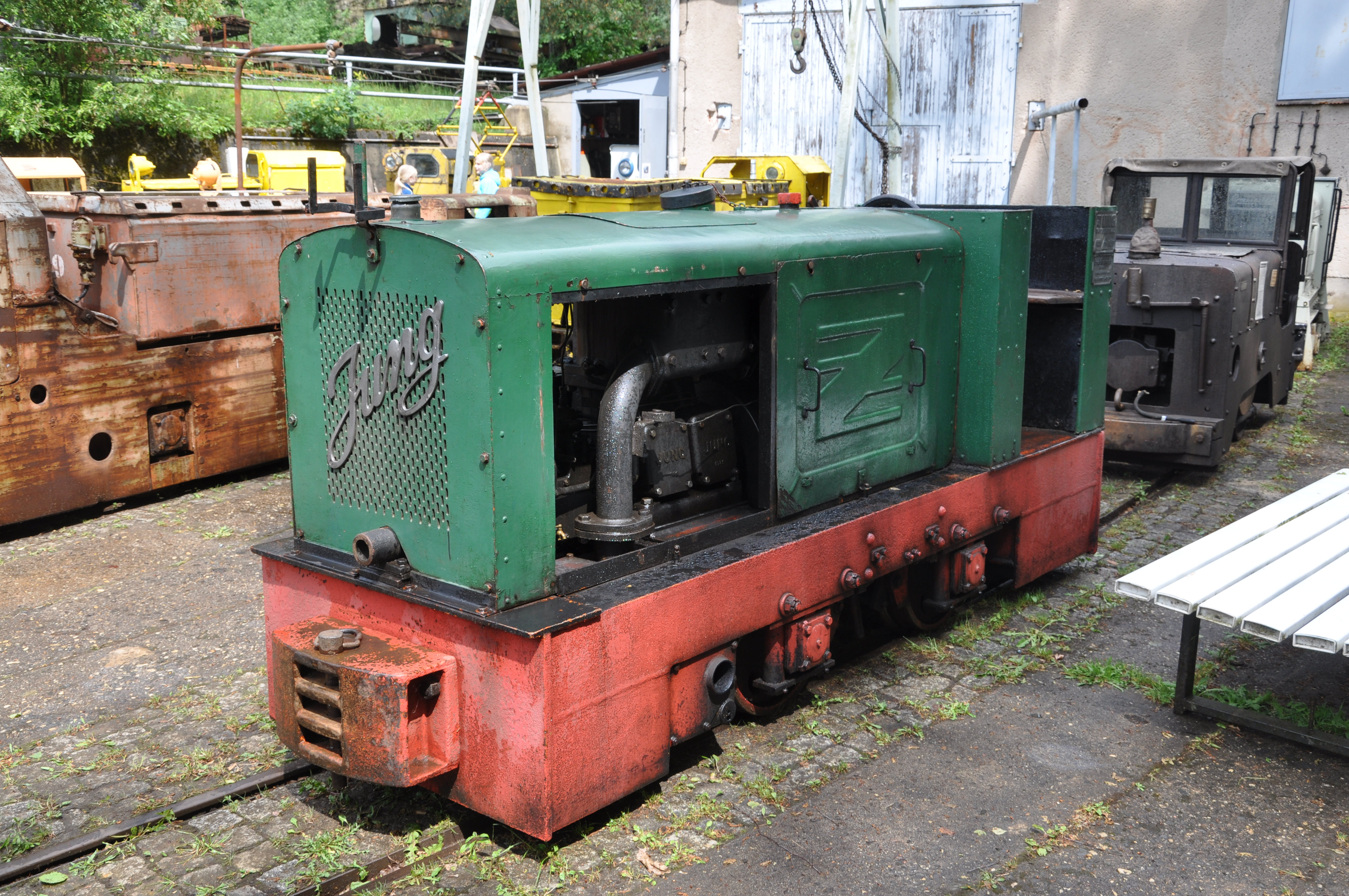
Jung ZL 105 von Brangsch, Leipzig
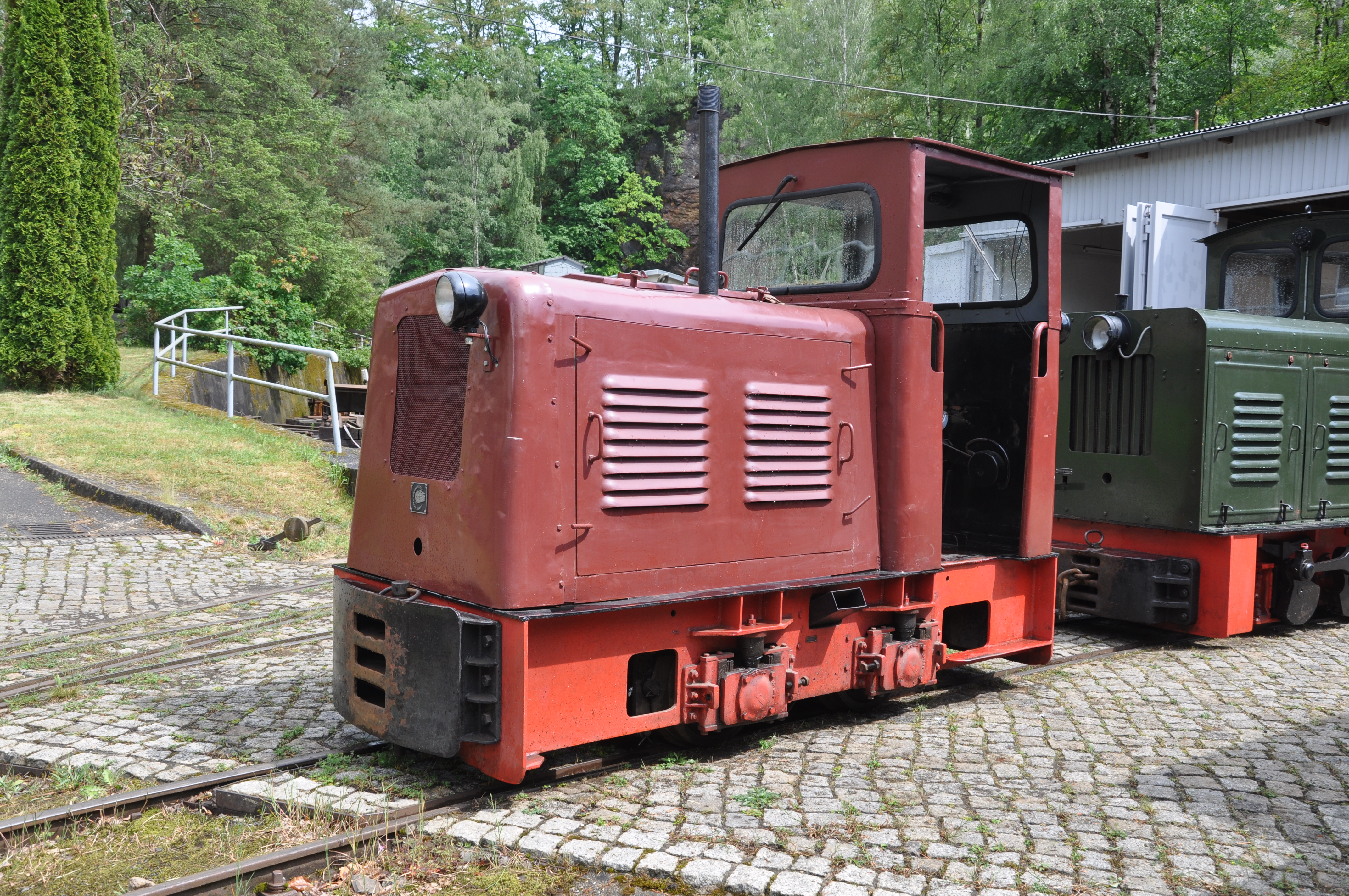
LKM Ns 1a von Ziegelei Jessen
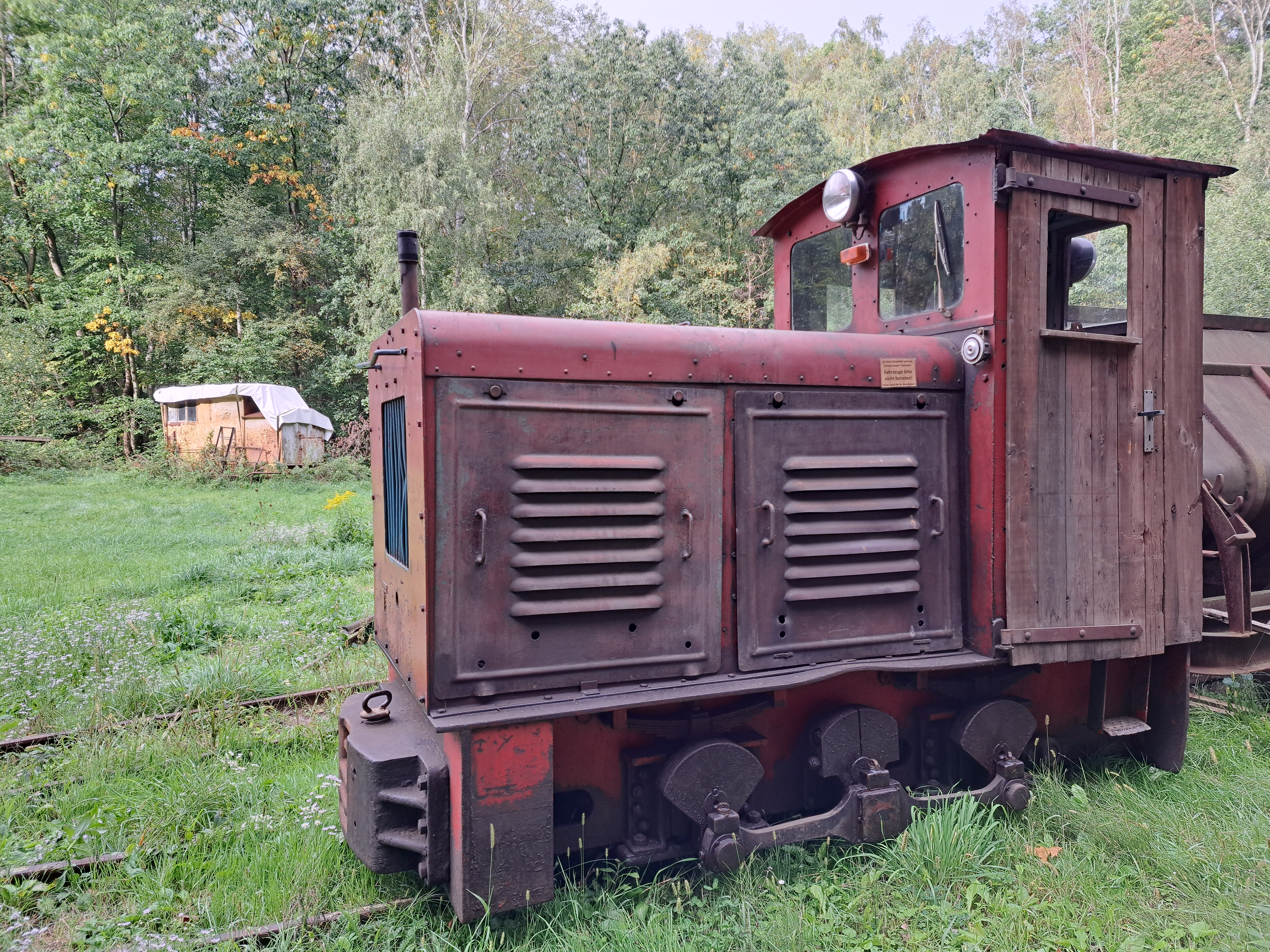
LKM Ns 2
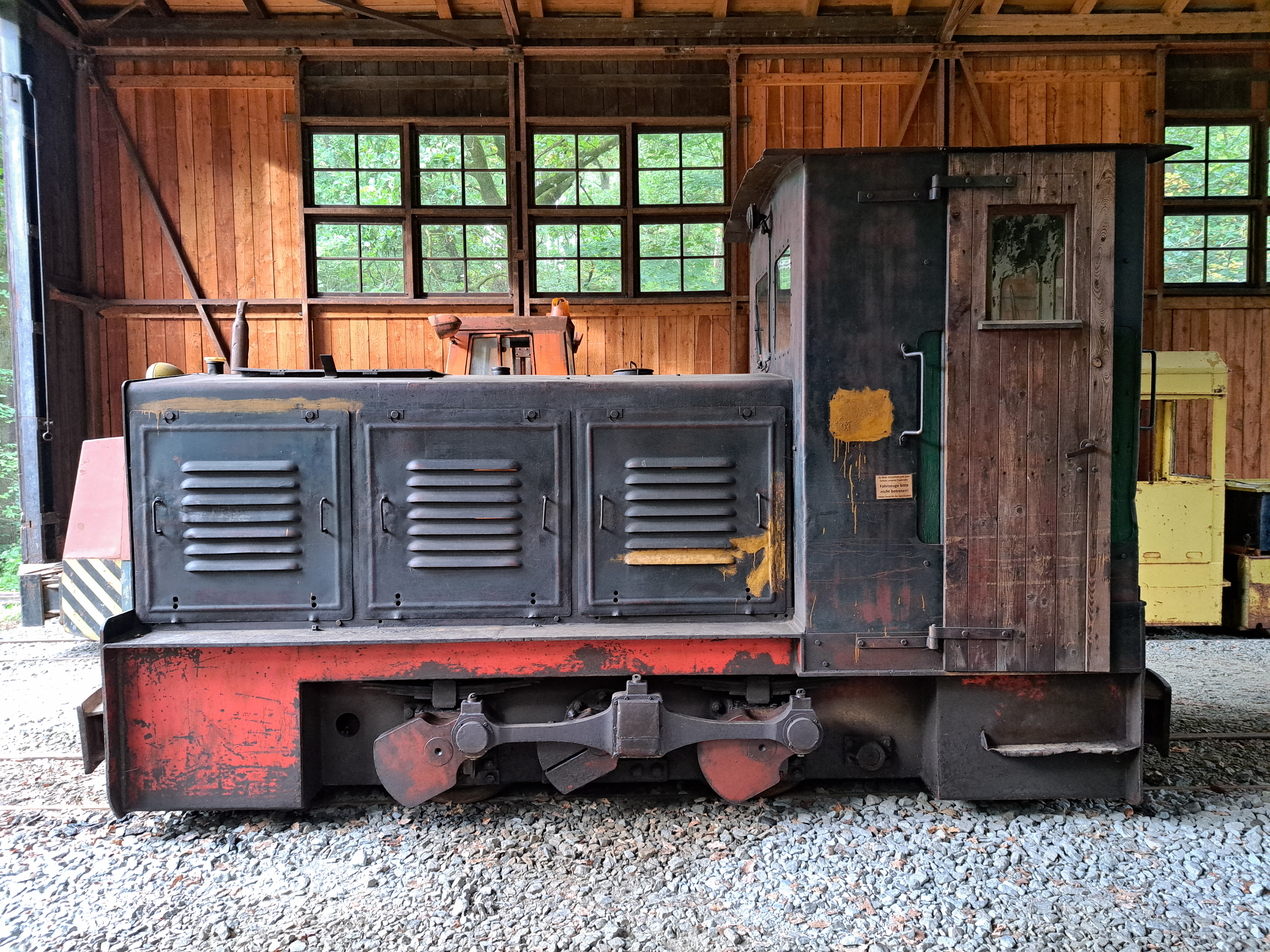
LKM Ns 3
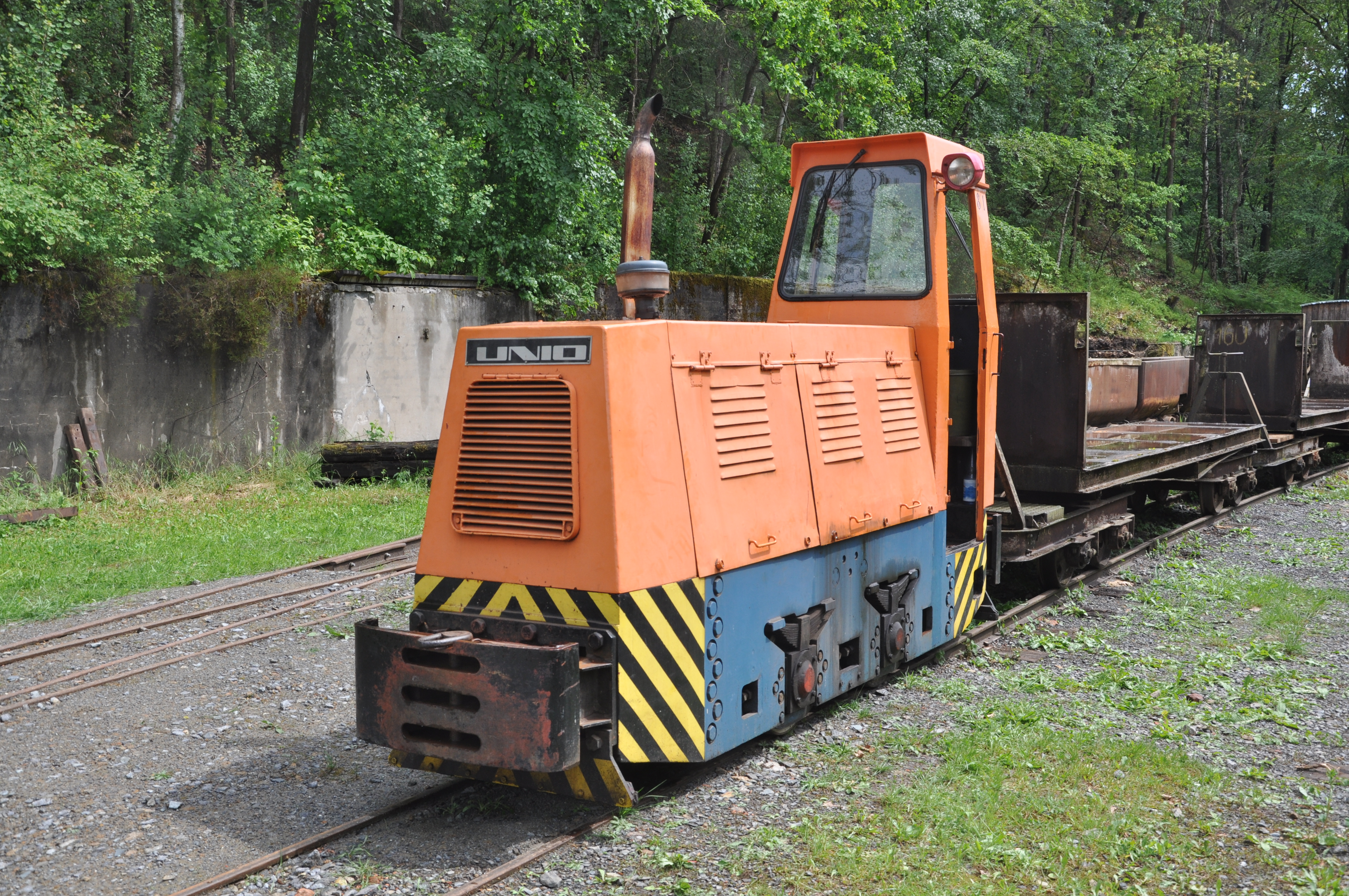
UNIO LDI-45 N vom Kalkwerk Ludwigsdorf

#### Elektrische Lokomotiven für Oberleitungsbetrieb
Weniger verbreitet waren Feldbahnanlagen mit elektrischen Oberleitungslokomotiven, die größtenteils durch Umbau aus Grubenlokomotiven entstanden. Derartige Lokomotiven wurden im Glassandwerk Hosena, bei der SDAG Wismut, bei den Kaolinwerken Kemmlitz oder im Kalksandsteinwerk Falkenberg verwendet.
Die Fahrzeugsammlung umfasst historische Exemplare wie eine Lokomotive von AEG aus dem Jahr 1914, die jedoch nur in Einzelteilen vorhanden ist. Diese stammt aus dem Jahr 1920 stand bis 2006 bei der Grubenbahn im Steinbruch Demitz-Thumitz.
Eine Strecke mit Oberleitung ist nicht vorhanden. Die Lokomotiven sind in einer Halle untergestellt. Diese besitzt vier Gleise mit einer Gesamtlänge von 60 Metern.

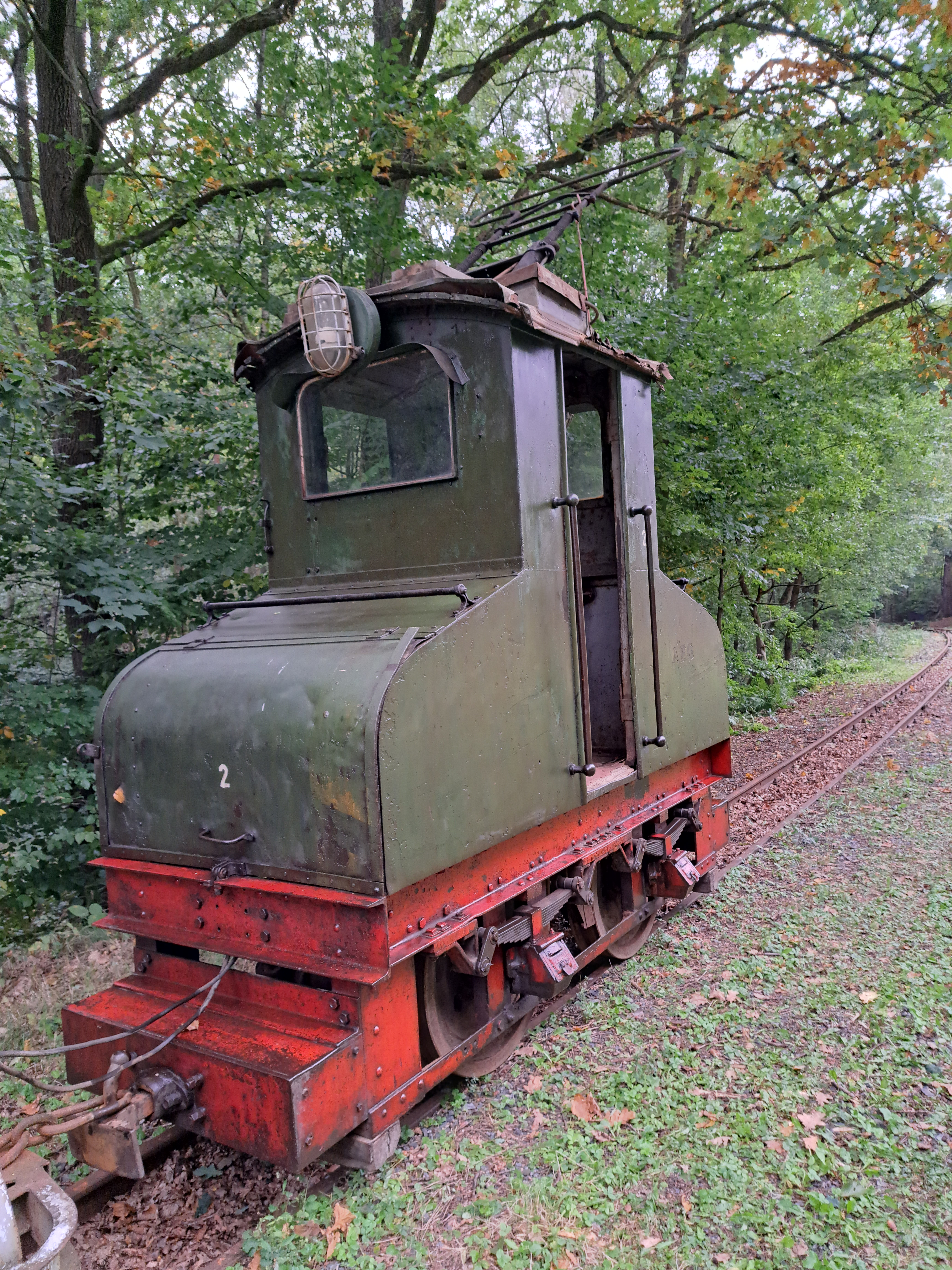
AEG-Typ B 36 w vom Glassandwerk Hohenbocka
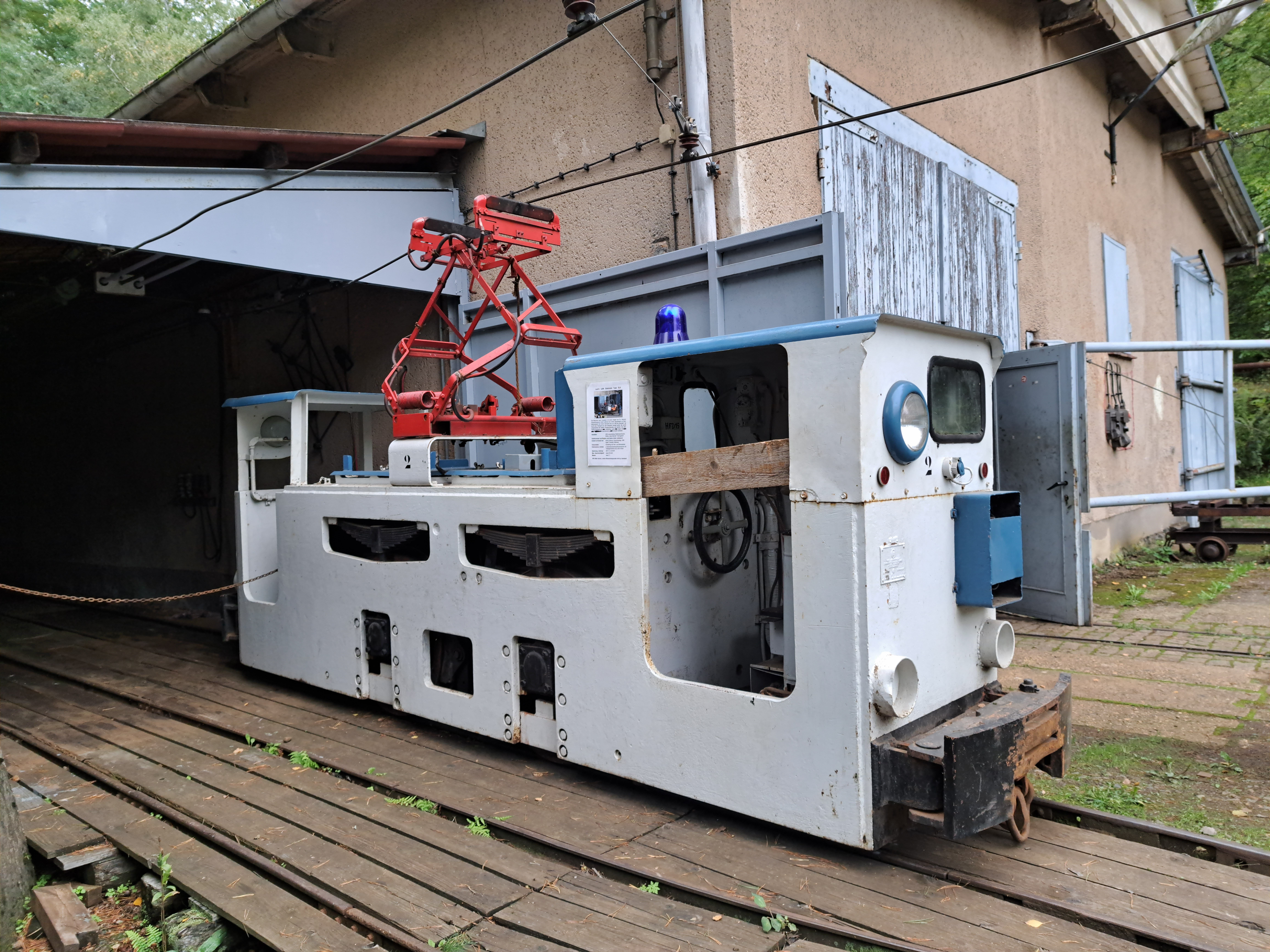
Grubenlokomotive LEW EL 6 vom Bergbaubetrieb „Willi Agatz“ Dresden-Gittersee
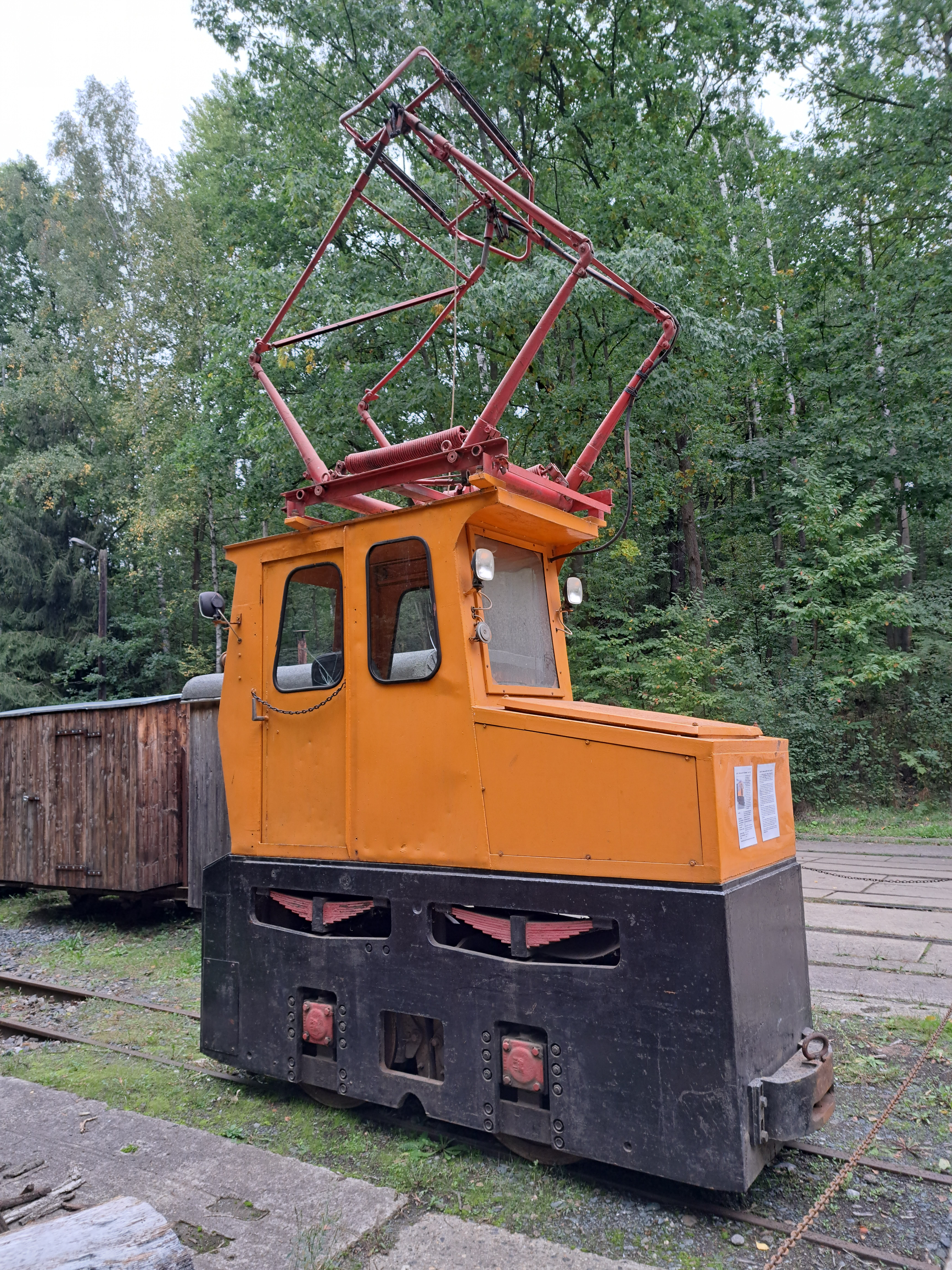
Umgebaute LEW EL 6 vom Kalksandsteinwerk Falkenberg

#### Elektrische Lokomotiven mit Akkumulator
Das Museum besitzt eine große Sammlung von Akkulokomotiven vom Betrieb für Bergbauausrüstungen Aue der SDAG Wismut, die insbesondere im Untertagebergbau Verwendung fanden. Interessant ist die B 660. Die Lokomotive besteht aus zwei einzelnen Akkumulatorwagen und einem dazwischen als Sänfte eingehängten Führerstand. Diese Fahrzeuge sind in der Halle für Elektrolokomotiven untergebracht.

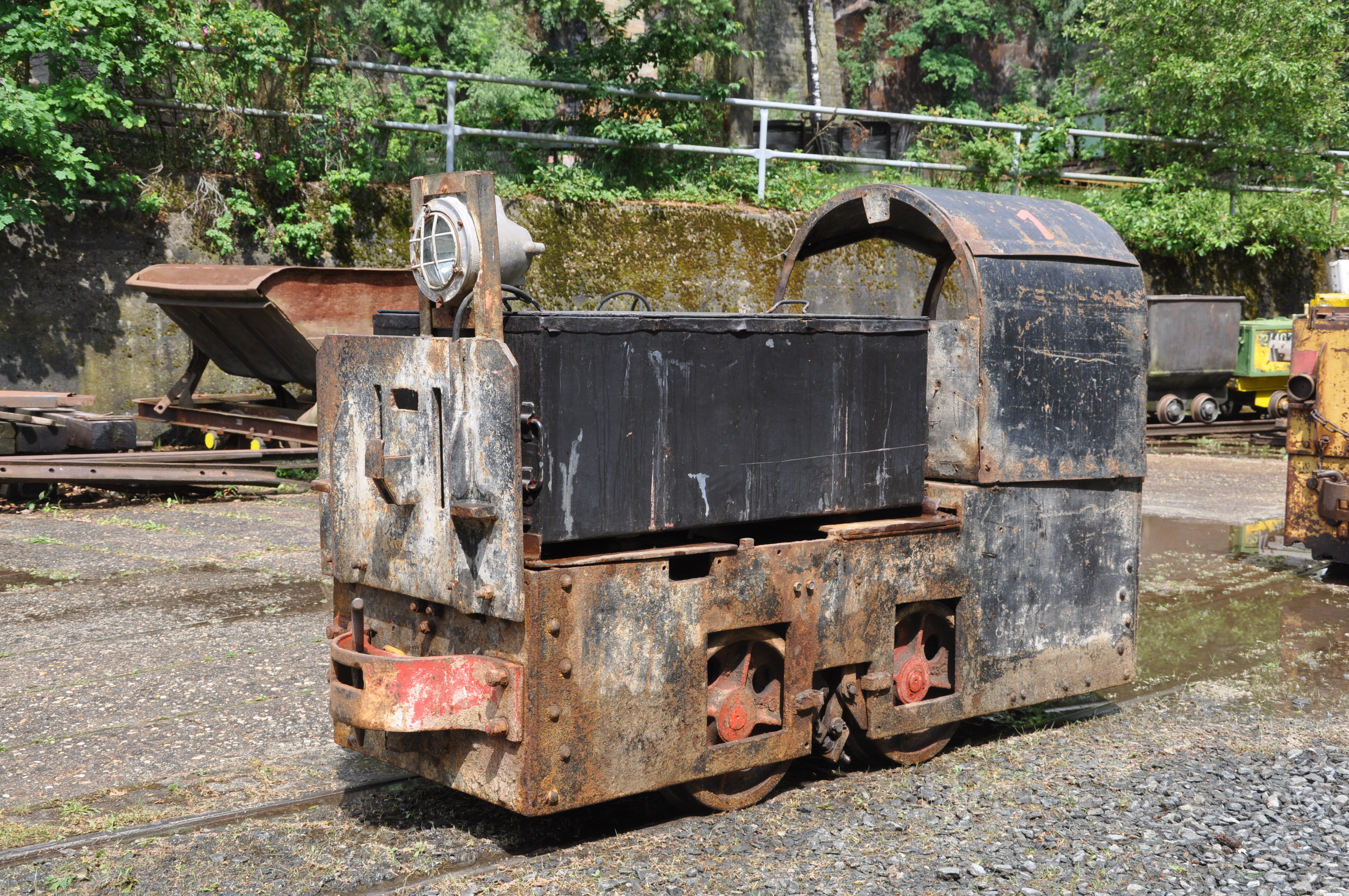
BBA Metallist vom Kalkwerk Herold
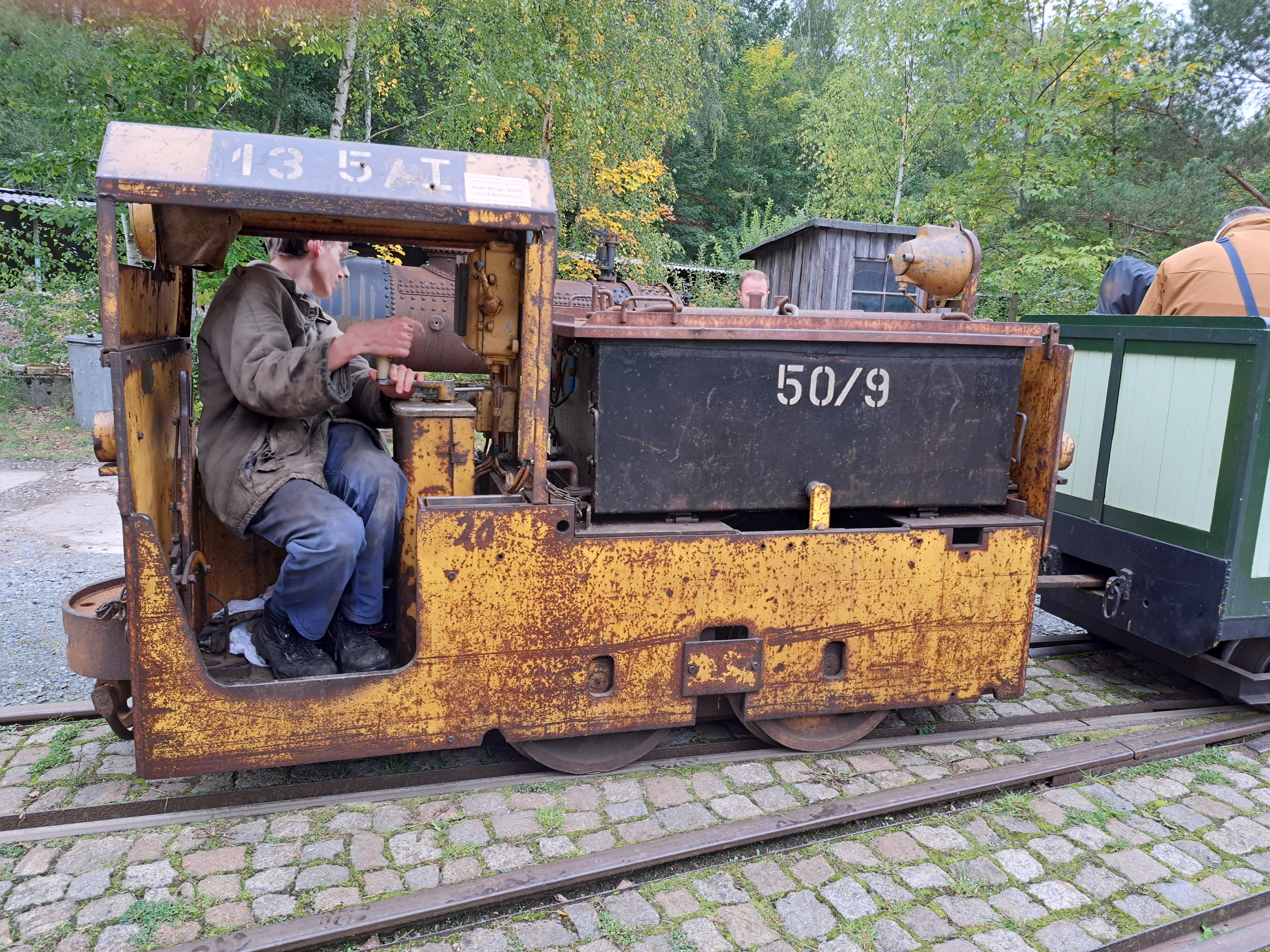
BBA B 360
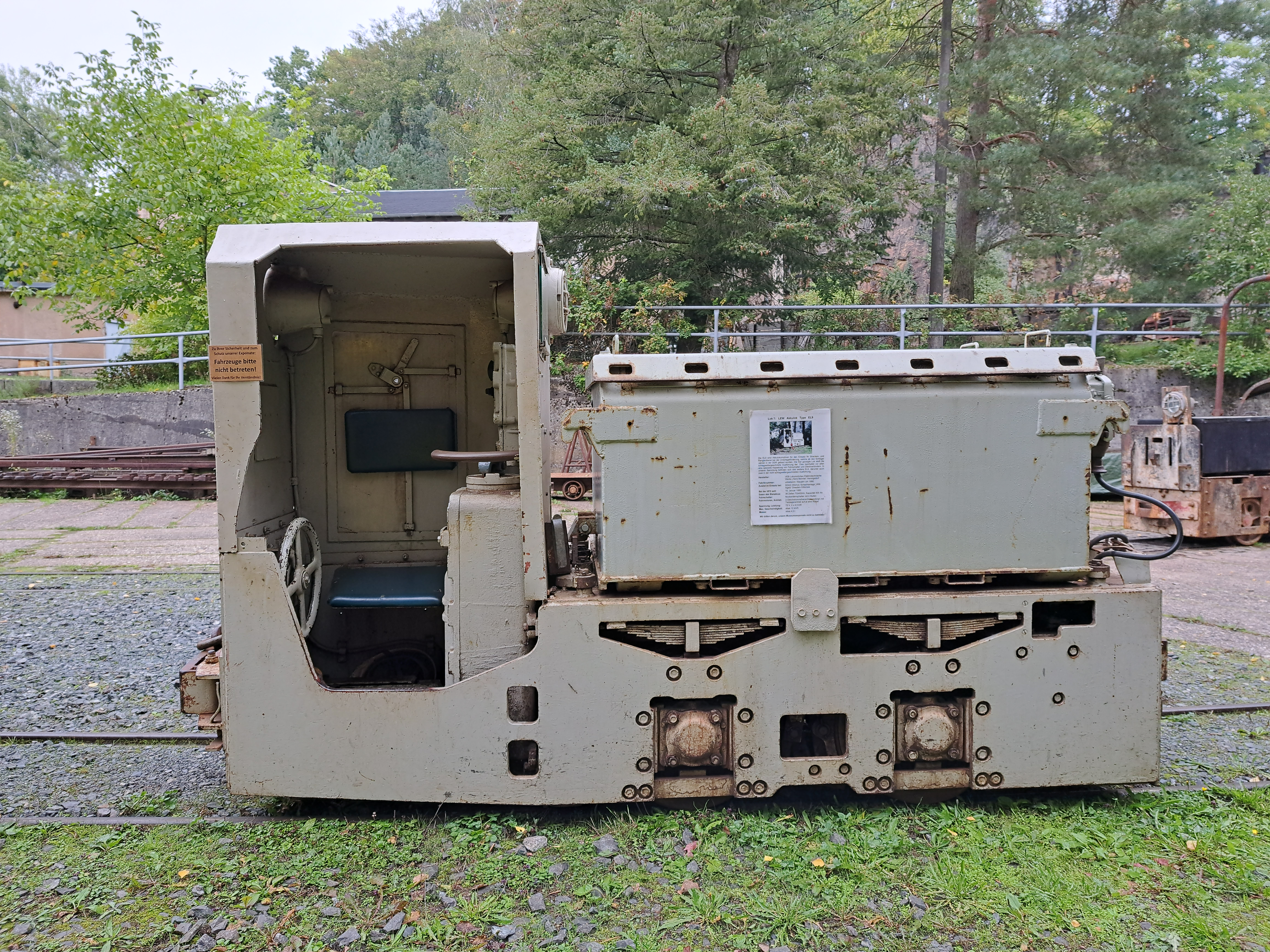
LEW EL 9 vom Bergbaubetrieb „Willi Agatz“ Dresden-Gittersee
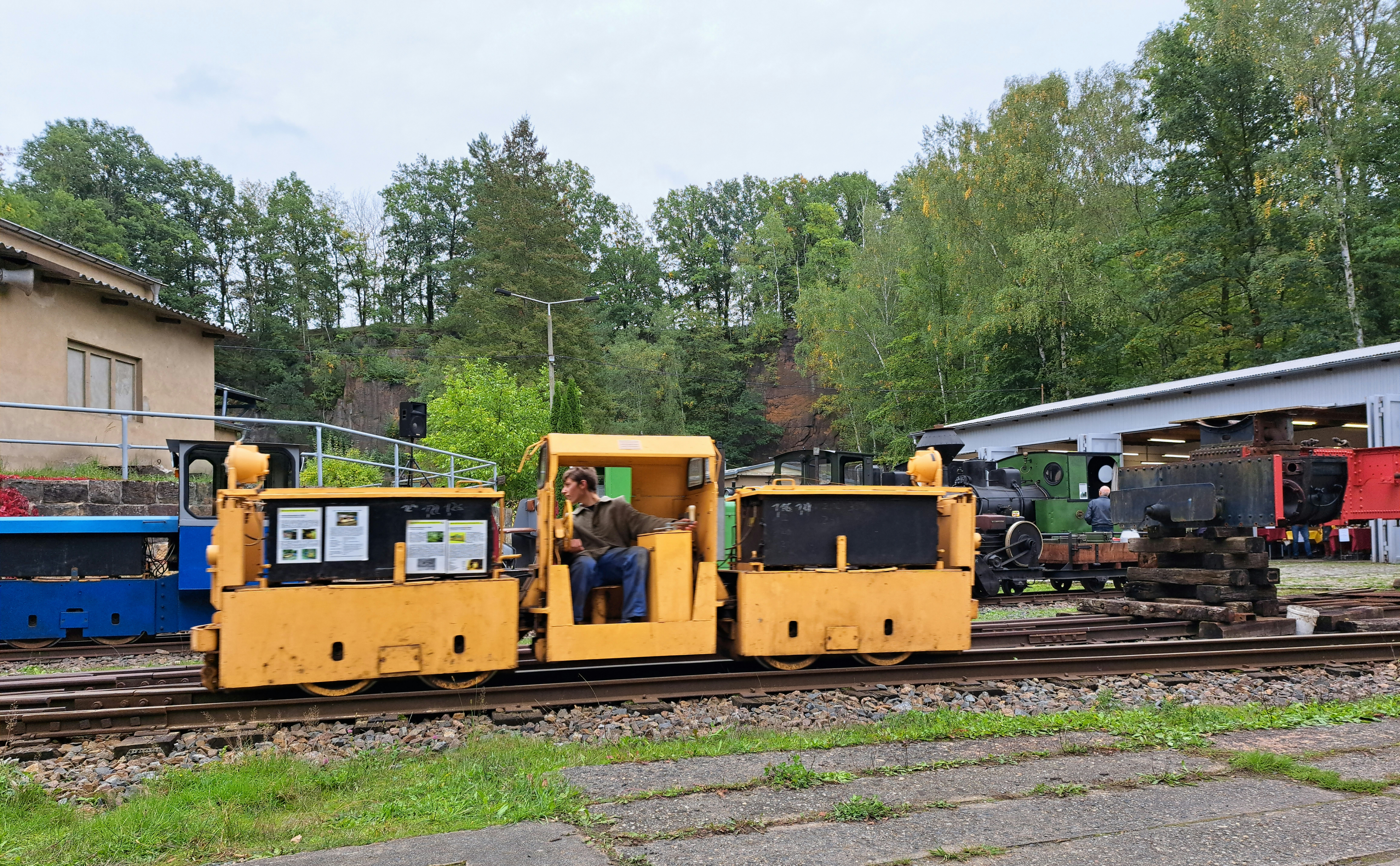
BBA B 660
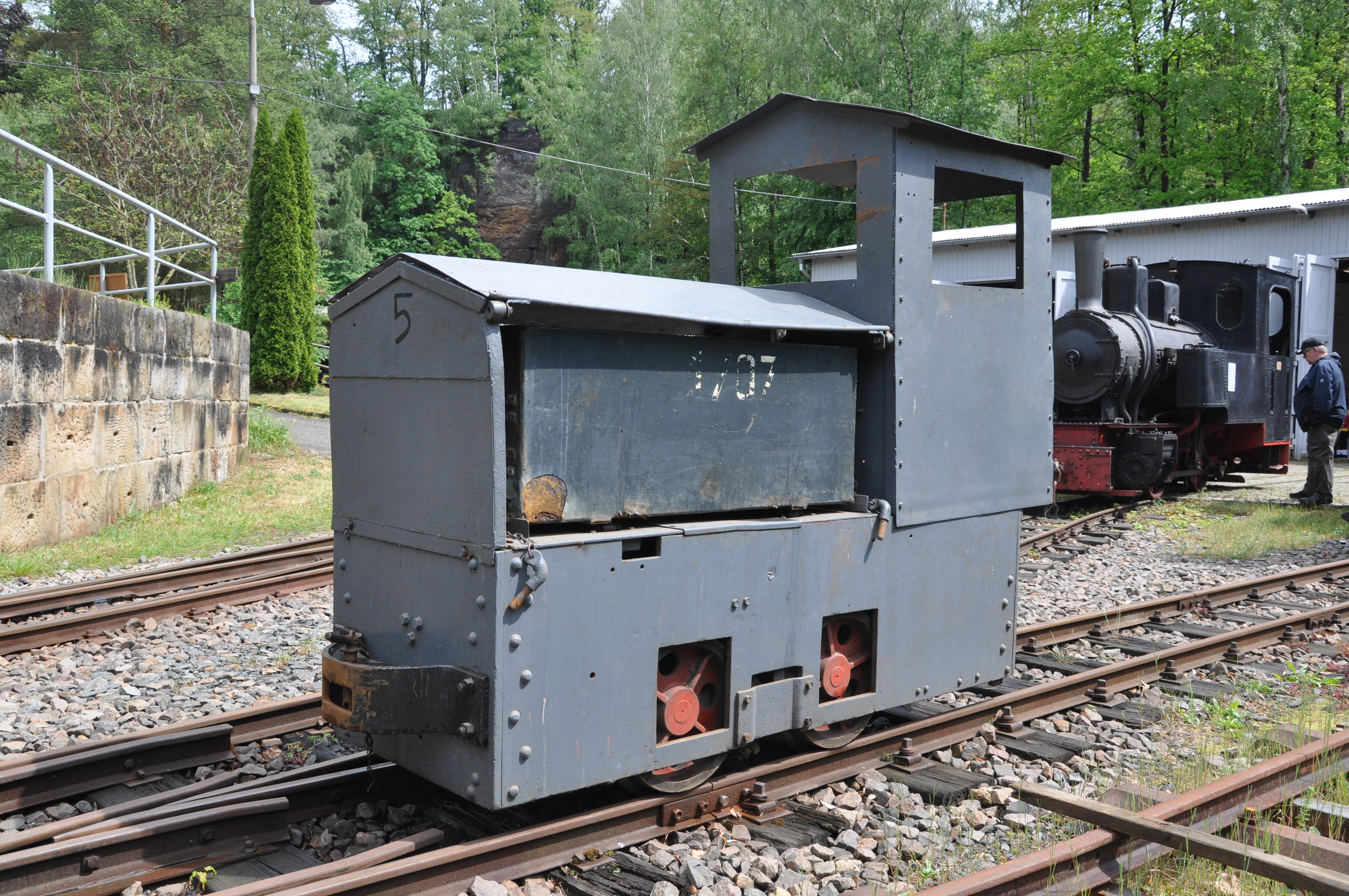
BBA Metallist vom VEB Granitindustrie Kamenz

### Wagen
Das Museum besitzt eine große Anzahl von Wagen in den Spurweiten von 500 mm bis zu der Normalspur sind als Personenwagen, Flachwagen, Kipploren, Bergbaufahrzeuge, Ziegeleifahrzeuge und Spezialfahrzeuge wie einem Flachwagen mit Bordwänden oder Torfwagen.

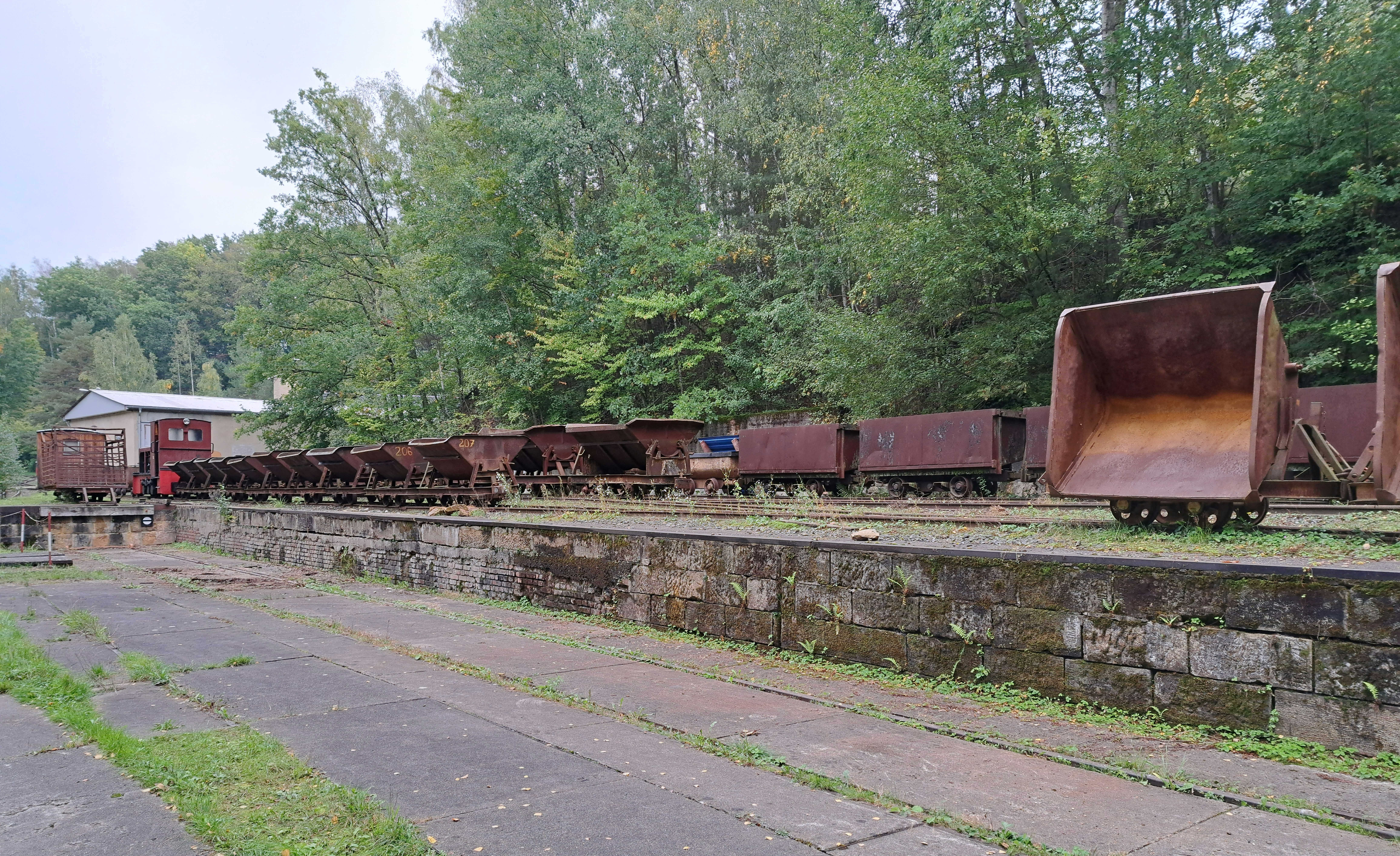
Kipploren
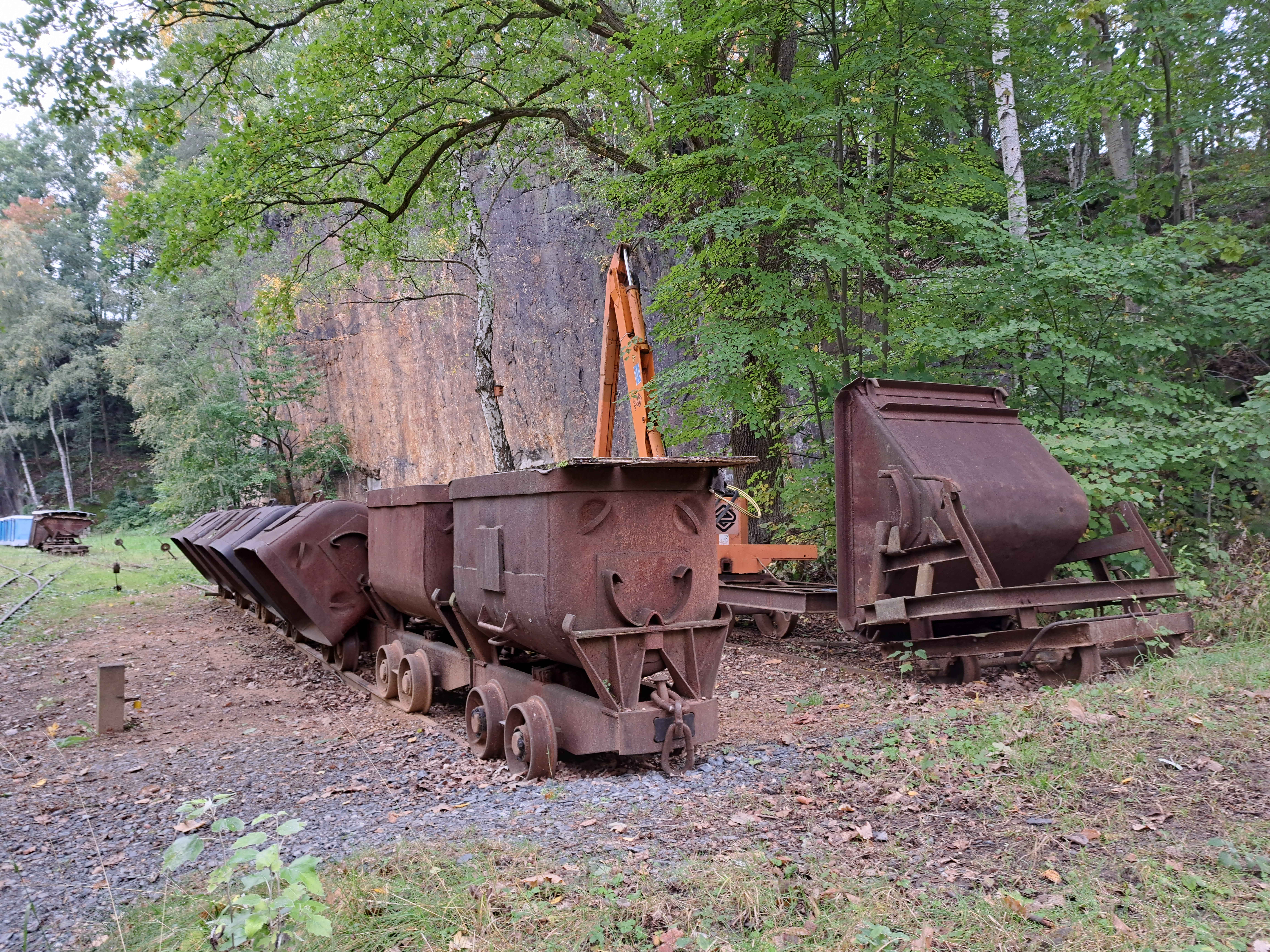
Grubenhunte
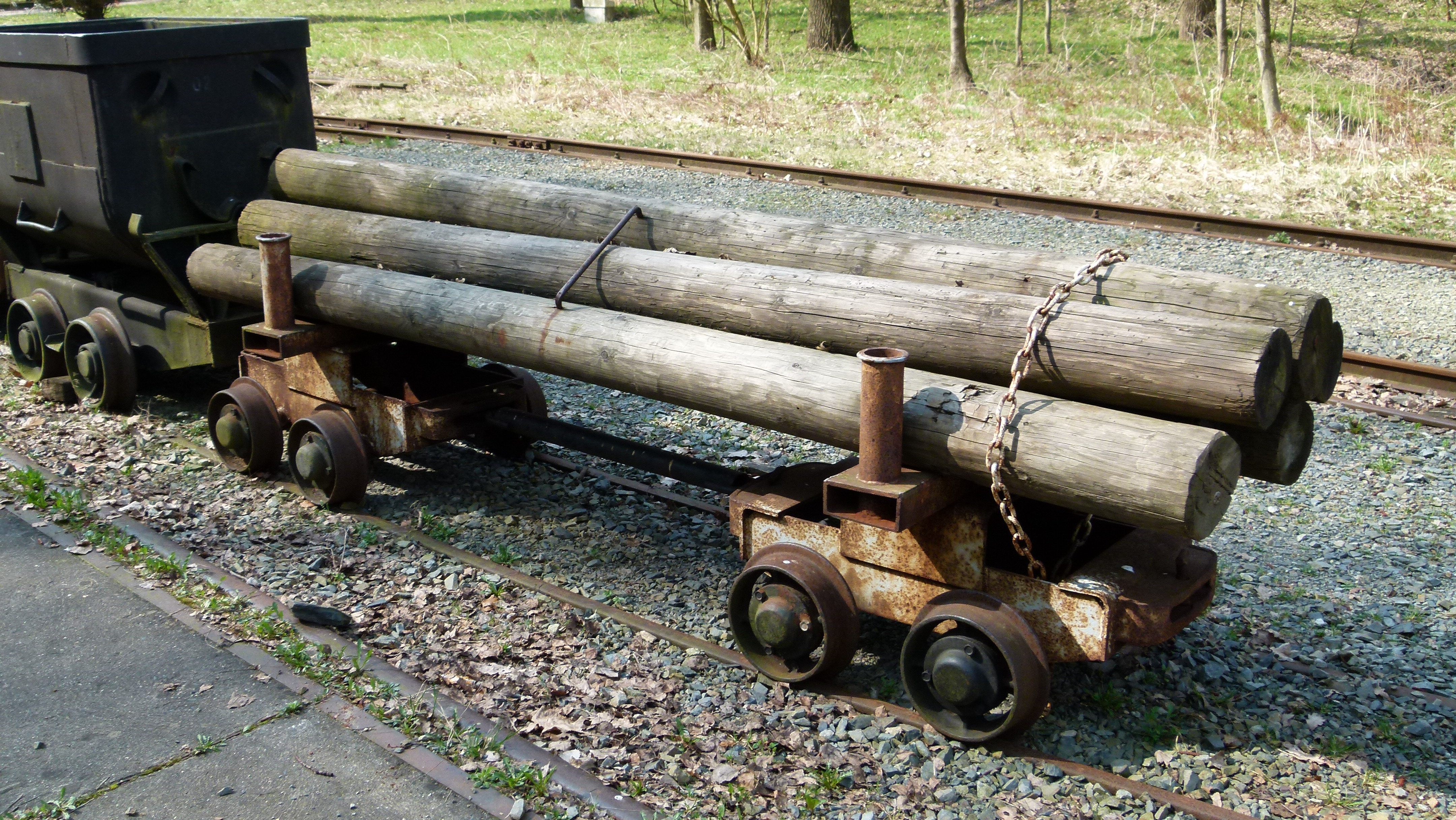
Drehschemelwagen für Holztransport
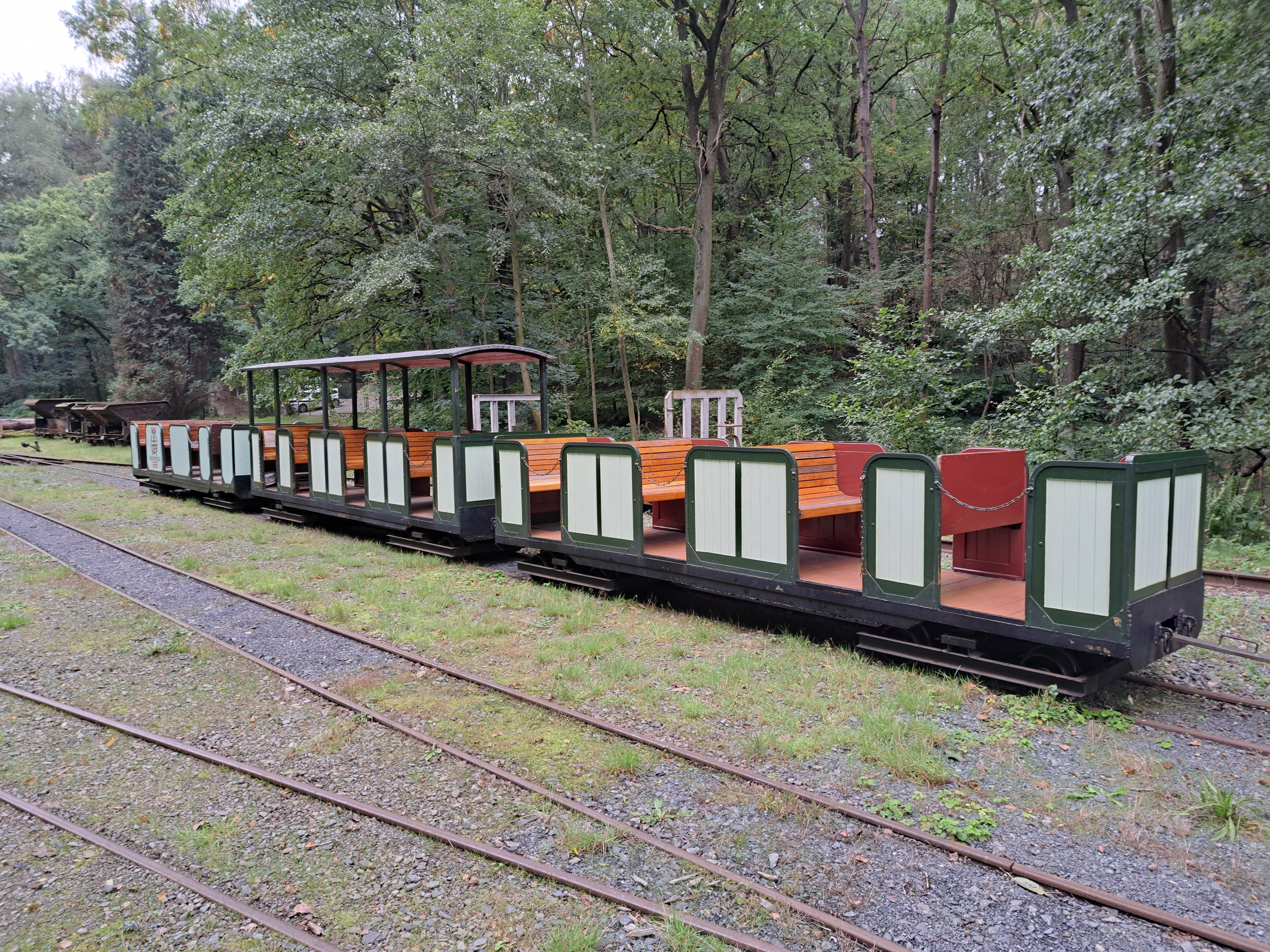
Personenwagen für den Besucherverkehr. Sie stammen von der Parkeisenbahn Dresden